# Вальтер Венк
Вальтер Венк (нім. Walther Wenck; нар. 18 вересня 1900, Віттенберг — пом. 1 травня 1982, Рід-ім-Іннкрайс) — німецький воєначальник часів Третього Рейху, генерал танкових військ Вермахту (1944). Кавалер Лицарського хреста Залізного хреста (1942). Учасник Другої світової війни; був начальником штабу багатьох військових з'єднань і об'єднань, в останні тижні війни командувач 12-ї польової армії.

## Біографія
Військова кар'єра
- 27 серпня 1919 — фанен-юнкер
- 1 листопада 1921 — фенрих
- 1 листопада 1922 — обер-фенрих
- 1 лютого 1923 — лейтенант
- 1 лютого 1928 — обер-лейтенант
- 1 травня 1934 — гауптман
- 1 березня 1939 — майор
- 1 грудня 1940 — оберст-лейтенант
- 1 червня 1942 — оберст
- 1 березня 1943 — генерал-майор
- 1 квітня 1944 — генерал-лейтенант
- 1 жовтня 1944 — генерал танкових військ

Вальтер Венк народився 18 вересня 1900 року у Віттенберзі в родині прусського офіцера Максиміліана Венка. В 11-річному віці вступив до кадетського корпусу прусської армії в місті Наумбург. З весни 1918 року продовжив навчання у військовому училищі в Грос-Ліхтерфельді. Після розпаду Німецької імперії у лютому 1919 року вступив у лави Фрайкора. 1 травня 1920 року зарахований рядовим у 5-й піхотний полк рейхсверу, а 1 лютого 1923 був підвищений в унтерофіцери. Лютого 1923 роки закінчив піхотне училище в Мюнхені.
Проходив військову службу на командних посадах у 9-му прусському піхотному полку, командував взводом, ротою у цьому полку. У травні 1933 року Венк був переведений у 3-й моторизований розвідувальний полк. Пройшовши курс підготовки при Генштабі, Венк у 1936 був зарахований до штабу бронетанкових військ, розквартированого в Берліні. 1 березня 1939 йому було присвоєно звання майора, і він був призначений штабним офіцером 1-ї танкової дивізії у Веймарі. У складі цієї дивізії Венк брав участь у бойових діях Польської та Французької компаній, де 18 травня 1940 року був поранений у ногу.
У 1942 році проходив службу викладачем у Військовій академії, начальником штабу LVII танкового корпусу і начальником штабу 3-ї румунської армії генерала Петре Думітреску на Східному фронті. 28 грудня 1942 року був відзначений Лицарським хрестом Залізного хреста.
З 1942 до 1943 року Венк був начальником штабу армійської групи «Голлідт» (пізніше переформована в 6-у армію), приписаної до тієї ж 3-й румунської армії. У 1943 році став начальником штабу 6-ї армії, а з 11 березня 1943 року — начальник штабу 1-ї танкової армії генерала кавалерії Ебергарда фон Маккензена, яку весною 1944 року він вивів з Кам'янець-Подільського котла. У 1944 році — начальник штабу групи армій «Південна Україна».
З 15 лютого 1945 року, за наполяганням Гайнца Гудеріана, Венк командував німецькими військами, що залучалися до контрнаступу в операції «Зонненвенде» (нім. Unternehmen Sonnenwende). Приблизно 1200 німецьких танків атакували позиції радянських військ, що наступали в Померанії. Однак операція була погано спланована, німецькі війська не мали достатньої підтримки, і 18 лютого контрудар завершився поразкою.
10 квітня 1945 року генерала танкових військ Венк командував 12-ю армією, що мала завдання захистити Берлін від наступаючих союзних сил на Західному фронті. В складних умовах війни в тилу армії Венка, на схід від Ельби, утворився великий табір німецьких біженців, що рятувалися від майбутніх радянських військ. Венк намагався всіляко забезпечити біженців харчуванням і проживанням. За різними оцінками, протягом деякого часу 12-та армія забезпечувала їжею більш ніж чверть мільйона чоловік кожен день.
7 травня 1945 року, після того як командувач 12-ї армії забезпечив евакуацію своїх військ та біженців через Ельбу, Венк здався американцям. Звільнений у 1947 році. З вересня 1948 року працював менеджером в компанії в Бохум-Дальхаузене. З 1960 року Венк — генеральний директор фірми «Diehl» в Нюрнберзі, що займалася виготовленням військової техніки і озброєння для бундесверу. У 1966 році вийшов у відставку.
У 1982 році Вальтер Венк загинув в автомобільній аварії поблизу австрійського Рід-ім-Іннкрайса.

## Нагороди
- Німецький імперський спортивний знак в бронзі та сріблі
- Медаль «За вислугу років у Вермахті» 4-го, 3-го і 2-го класу (18 років)
- Медаль «У пам'ять 1 жовтня 1938» (4 вересня 1939)
- Залізний хрест
  - 2-го класу (18 вересня 1939)
  - 1-го класу (4 жовтня 1939)
- Нагрудний знак «За поранення» в чорному (18 травня 1940)
- Медаль «За зимову кампанію на Сході 1941/42» (1 серпня 1942)
- Німецький хрест в золоті (26 січня 1942)
- Орден Хреста Перемоги 3-го класу (21 вересня 1942)
- Лицарський хрест Залізного хреста (28 грудня 1942)
- Орден Зірки Румунії, командорський хрест з мечами (12 березня 1943)